# Alexey Fedorovich Leontiev
Alexey Fedorovich Leontiev (em russo:  Алексей Фёдорович Леонтьев; 22 de março de 1917 - 14 de abril de 1987) foi um matemático soviético, membro da Academia de Ciências da União Soviética, que recebeu o Prêmio Estatal da URSS (em 1989, postumamente).

## Formação e carreira
Nasceu em 1917 na Gubernia de Nijni Novgorod. Foi o décimo terceiro filho de uma grande família de camponeses.
Em 1939 graduou-se na Universidade Estatal de Nijni Novgorod, e continuou seus estudos na pós-graduação. Em 1941, após a eclosão da Segunda Guerra Mundial, juntou-se à milícia e participou da construção de fortificações ao redor de Nijni Novgorod. De 1942 a 1954 lecionou na Universidade de Gorky (como era então denominada a Universidade Estatal de Nijni Novgorod).
De 1954 a 1962 trabalhou no Instituto de Engenharia Eletrotécnica de Moscou. De 1962 a 1971 foi pesquisador sênior do Instituto de Matemática Steklov.
A partir de 1971 trabalhou na faculdade de matemática da Universidade Estadual do Bascortostão em Ufá. Sob sua liderança foi estabelecida em Ufá uma escola científica matemática sobre análise complexa.
Foi autor de mais de 120 artigos científicos, incluindo 3 monografias.

## Publicações selecionadas
- Differential-difference equations. Mat. compilation, 24 (66): 3 (1949),[4]
- Representation of functions by series of generalized exponentials. Mat. compilation, 134 (176): 4 (12) (1987).[4]
- Series of exponentials. Moscow, Science, 1976.[4]